# Позориште „Castellum”
Позориште „Castellum” је аматерско позориште из Костолца, основано 2002. године.
Директорка позоришта је Наташа Роквић.

## Оснивање и активности
Позориште је формирано на иницијативу Жељка Карана, костолачког глумца, редитеља, драмског писца и заљубљеника у позоришне даске,  као самостално позориште. Уз све, углавном проблеме финансијске природе, Позориште „Castellum“, покреће школу глуме, а онда остаје неактивно до 2008. године. 
Заслугама Ненада Деспотовића, а уз подршку Радомира Ђорђевића, Драгана Павловића и Дејана Милошевића, 2008. године, поново се активира рад „Castelluma“. Почиње продукција нових представа и укључује се у рад удружења аматерских позоришта Србије. Костолачко позориште има завидну продукцију: „Вирус“ Синише Ковачевића, „Лаки комад“ Небојше Ромчевића, „Анђела“ Стевана Копривице. Глумачки ансамбл је састављен, под редитељском палицом Радомира Ђорђевића, од грађана и ученика из Костолца. 
Покренут је рад Дечије сцене која је успешно извела представу „Како су настале ружне речи” са којом су учествовали на Фестивалу дечијих сцена у Смедеревској Паланци и освојили значајна признања. Такође, сада већ традиционално, учествује на смотрама глумачких остварења „Живка Матић” и „Миливојев штап и шешир” у Пожаревцу, где игра добре представе, осваја награде и добија позитивну критику публике. Још једна традиционална активност јесте Смотра аматерских позоришта Браничевског округа која се одржава у част Жељка Карана, једног од оснивача позоришта.
Позориште „Castellum“ се, током више од деценије свог постојања, може похвалити продуктивним радом, постављајући на позоришне даске бројне комаде попут: „Браћо и сестре“, „Како сам поново постао нормалан“, „Не играј на Енглезе“, „Жене у црвеном“, „Госпођа министарка“ и многе друге. Редитељ Фуад Табучић је на позоришну сцену поставио представу „Хадерсфилд“ са којом је позориште, у септембру 2016. године, по први пут учествовало на завршној смотри аматерских позоришта Србије у Кули. Након тога су се ређале представе: „Покондирена тиква“, „Хамлет из Мрдуше доње“, „Каролина Нојбер“, све у режији поменутог редитеља. Са представом „Каролина Нојбер“, Позориште „Castellum“  учествовало је на многим фестивалима. На завршном фестивалу аматерских позоришта Србије у Кули, глумицe Наташа Роквић и Нина Станковић добиле су одличне критике и награде. Представе Позоришта „Castellum“ данас се налазе на репертоарима многих позоришта и позоришних фестивала широм Србије. 
Својим досадашњим радом и залагањем, као и новим задацима, изазовима и премијерама које су пред њим, Позориште „Castellum“ заузима једно од водећих места у аматерском културном животу Костолца. 

## Viminacium lumen meum
„Castellum“ од 2009. године, традиционално реализује Смотру глумачких остварења „ Viminacium lumen meum“, која има за циљ да мотивише аматере да се докажу као добри глумци, а костолачку публику да у тим извођењима ужива. Смотра „Viminacium lumen meum“  одржава се у децембру и на њој учествују аматерска позоришта из целе Србије.